# کنستانتینوس تساتسوس
کنستانتینوس تساتسوس (یونانی: Κωνσταντίνος Τσάτσος؛ ۱ ژوئیهٔ ۱۸۹۹ – ۸ اکتبر ۱۹۸۷) یک سیاست‌مدار، و فیلسوف اهل یونان بود. تساتسوس دومین رئیس‌جمهور یونان بود که توسط مجلس یونان برگزیده شد. وی در میان سال‌های ۱۹۷۵ تا ۱۹۸۰ میلادی این سمت را بر عهده داشت. وی در سال ۱۹۱۸ در دانشگاه آتن در دانشکده حقوق فارغ‌التحصیل شد. تساتسوس در سال ۱۹۴۰ میلادی توسط رژیم چهارم اوت تحت رهبری یوانیس متاکساس دستگیر و سپس به خاورمیانه تبعید شد، اما هم‌زمان با اشغال یونان در خلال جنگ جهانی دوم توسط ارتش متحدین به یونان بازگشت.
پس از پایان جنگ جهانی دوم او به منصب وزارت امور داخله یونان برگزیده شد. تساتسوس در سال ۱۹۶۰ وارد مجلس یونان شد و تا بر سر کار آمدن رژیم سرهنگ‌های جنتا ۱۹۶۷–۱۹۷۴ در دورهای متناوب چندین وزارتخانه را در دست داشت. وی سپس پس از تغییر رژیم که در زبان یونانی به اصطلاح به آن متاپولیتفسی می‌گویند، دوباره به عنوان عضو مجلس در سال ۱۹۷۴ انتخاب شد و متعاقباً پست وزارت فرهنگ یونان به او پیشنهاد شد. وی پس از یک سال که در سمت وزارت فرهنگ یونان بود در سال ۱۹۷۵، توسط رای‌گیری در مجلس یونان به عنوان دومین رئیس‌جمهور یونان برگزیده شد و تا ماه مه سال ۱۹۸۰ (در یک دوره ۵ ساله) این عنوان را برعهده داشت.
کنستانتینوس تساتسوس در سال ۸ اکتبر ۱۹۸۷ میلادی در آتن درگذشت و در گورستان شماره یک آتن دفن گردید.